# Danemarca la Concursul Muzical Eurovision 2010

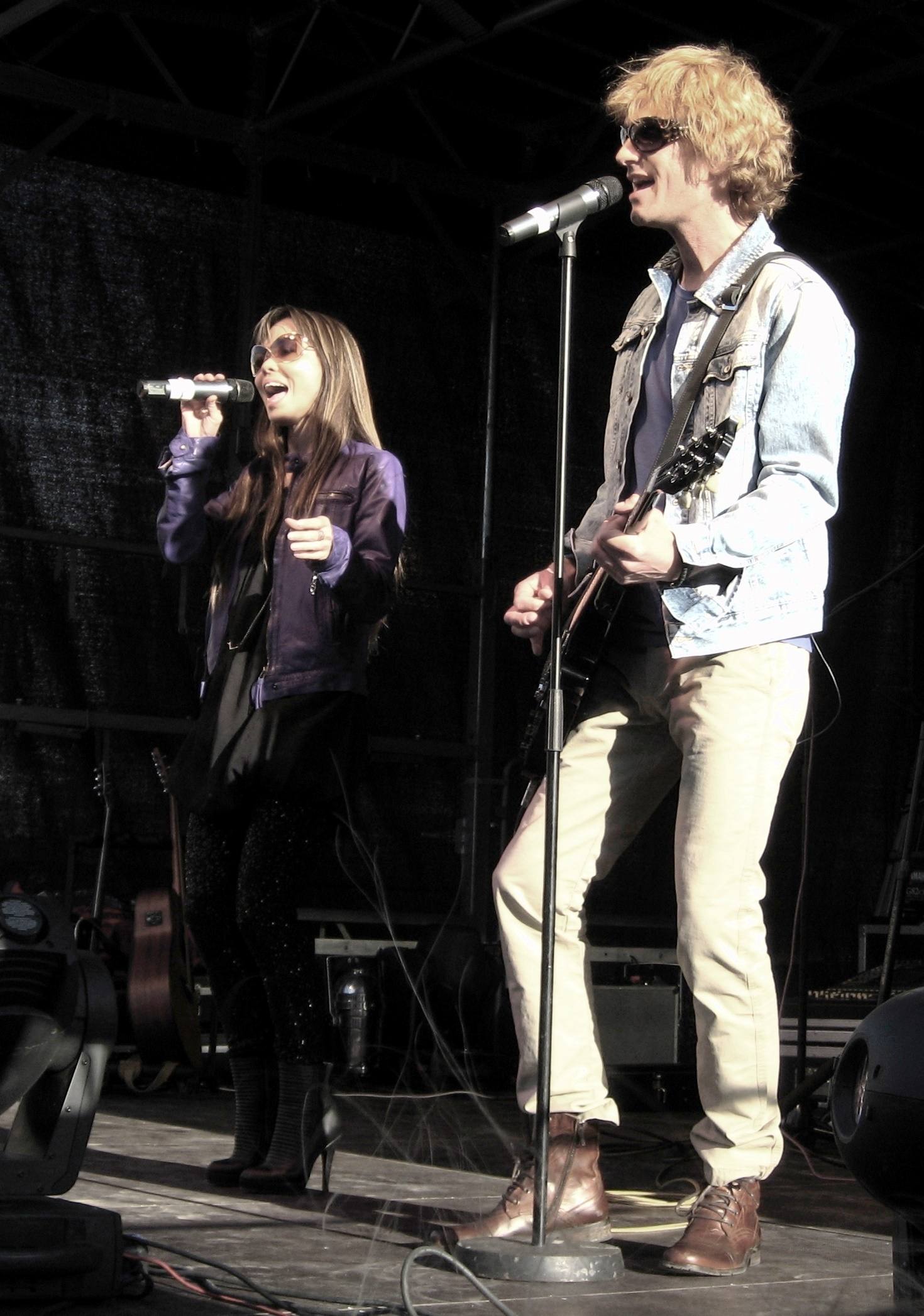
Christina Chanée și Tomas Christiansen

Danemarca participă la concursul muzical Eurovision 2010. Concursul național pentru Eurovision s-a numit Dansk Melodi Grand Prix 2010, iar finala acestuia a avut loc la 6 februarie 2010. Au învins interpreții Christina Chanée și Tomas Christiansen cu melodia In a Moment Like This. 